# 泰山與珍妮
《泰山與珍妮》（英語：Tarzan & Jane）是由迪士尼电视动画公司制作的动画喜剧冒险电影，于2002年7月23日由華特迪士尼家庭娛樂公司以錄像帶首映（录影带和DVD）的形式出版發行。
本片是1999年动画长片《泰山》的衍生续集，其中的故事内容选用了与本片相对应的电视卡通系列《泰山傳奇》（2001年）中当时尚未播出的三集，並通过剪輯的方式將其串聯在一起進行故事敘述。这部电影的故事发生在前作《泰山》的一年之后，故事讲述的是泰山和珍妮在丛林中结婚一周年纪念日将近，珍妮打算想要给泰山一个惊喜，于是珍妮的动物朋友和她的爸爸一起帮她出主意。下一部电影《泰山2》是《泰山》的衍生前传，讲述的是泰山在长大成人之前的故事，于2005年發行。
这部电影是献给故事板艺术家—约翰·米勒（John Miller）的，他在該片發行之前就已經去世了。

## 配音員
| 角色                                                    | 英語原聲      | 國語配音 | 粵語配音 |
| ------------------------------------------------------- | ------------- | -------- | -------- |
| 泰山（Tarzan）                                          | 迈克尔·T·维斯 | 吳文民   | 盧家煒   |
| 珍妮（Jane Porter）                                     | 奥利维亚·达博 | 陳季霞   | 杜雯惠   |
| 托托（Terk）                                            | 艾普爾·溫切爾 | 林芳雪   | 謝月美   |
| 丹丹（Tantor）                                          | 吉姆·库宁斯   | 楊少文   | 李建良   |
| 布教授（Prof. Archimedes Q. Porter）                    | 杰夫·本内特   | 陳宗岳   | 甄錦華   |
| 其他配音員                                              |               |          |          |
| 國語：姜先誠、李勇、劉小芸 粵語：馮慧衡、高翰文、郭碧珍 |               |          |          |

## 配音製作人員
台灣國語版製作人員
- 導演：王彬
- 翻譯：洪紫晶
- 音樂指導：謝文德
- 填詞：王彬
- 錄音室：景平工作室
- 創作總監：謝英許
- 中文版製作：DISNEY CHARACTER VOICES INTERNATIONAL, INC.

香港粵語版製作人員
- 導演：謝月美
- 翻譯：黃國新
- 音樂監製/填詞：陶贊新
- 錄音室：創聲配音製作有限公司
- 創作總監：Cindy Lau
- 粵語版製作：DISNEY CHARACTER VOICES INTERNATIONAL, INC.

## 歌曲
台灣國語版
- 《兩個世界》（主唱：周華健、蕭蔓萱）
- 《生命之歌》（主唱：蕭蔓萱）

香港粵語版
- 《兩個世界》（主唱：周華健、高少華）
- 《生命之歌》（主唱：高少華）

## 外部連結
- 《泰山與珍妮》 - 迪士尼電影資料庫 （页面存档备份，存于）（繁體中文）
- 互联网电影数据库（IMDb）上《泰山與珍妮》的资料（英文）
- 豆瓣电影上《泰山與珍妮》的資料 （简体中文）
- AllMovie上《泰山與珍妮》的资料（英文）
- 爛番茄上《泰山與珍妮》的資料（英文）